# Paul O’Brien (Sänger)

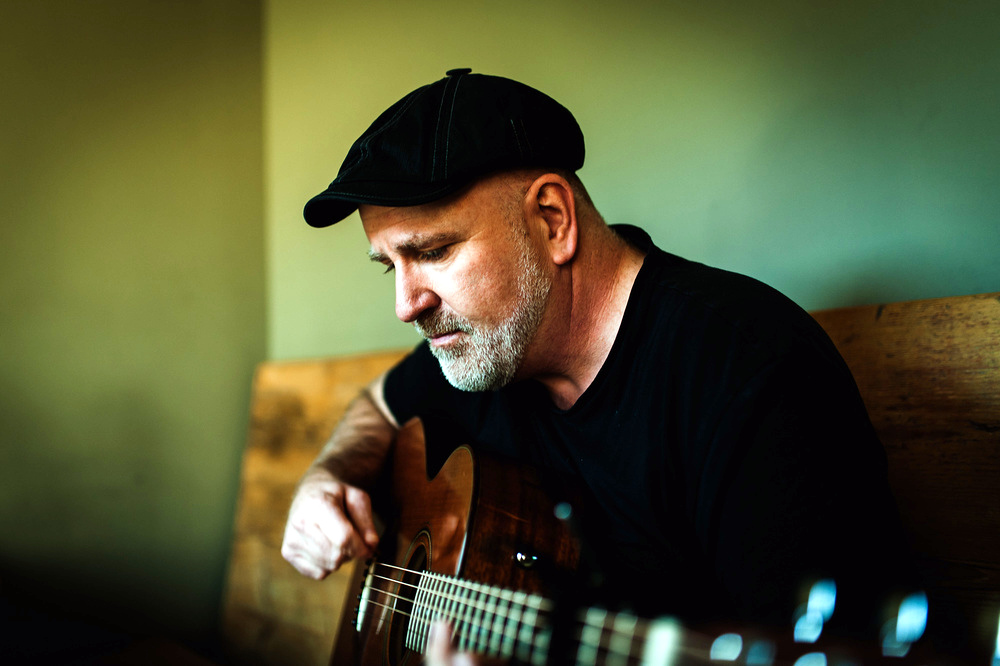
Paul O’Brien

Paul O’Brien (* 1966) ist ein englischer Sänger, Songwriter und Instrumentalist.

## Biografie
Paul O’Brien wurde 1966 in England geboren und irisch katholisch erzogen. Er verbrachte die ersten 20 Jahre seiner Musikerlaufbahn in Pubs, auf Festivals und privaten Konzerten und brachte seine traditionelle keltische Musik nach England, in die USA und den mittleren Osten.
2004 wandte er sich kreativ ausgebrannt von der Musik ab, verließ mit seiner Familie das Vereinigte Königreich und wanderte in den Nordwesten Kanadas aus.
In Victoria, British Columbia, unterrichtete er zunächst wieder als Lehrer das Fach Geschichte, was er jedoch nach einer längeren künstlerischen Pause wieder aufgab, um sich komplett seiner Musikerkarriere zu widmen. O’Brien schrieb wieder seine eigenen Songs. Neben seinen regelmäßigen Auftritten in und um seine Heimat Vancouver Island, startete O’Brien seine internationale Karriere.
2005 wurde das Album Sacred Lines veröffentlicht und 2008 ging das Album Plastic an den Start.
Das letztere war in den Top Ten des Penguin Eggs Folk Magazine, BBC Radio (Folk Roots) und CBC Radio gelistet.
Nachdem er Anfang 2009 durch England, Schottland und Irland getourt war, wurde er von einem deutschen Label, Stockfisch Records, unter Vertrag genommen. Er reiste nach Deutschland, um mit Günter Pauler als Produzent ein weiteres Album aufzunehmen. Hierfür konnte Uli Kringler als Gitarrist gewonnen werden. Walk Back Home wurde im Herbst 2009 veröffentlicht und auf einer sehr erfolgreichen Deutschland-Tournee vorgestellt.
Seine Spring Tour 2016 Where Do You Find Your Wonder führte Paul O’Brien durch ganz Deutschland und die Schweiz.

## Band
Neben seinen Soloauftritten tritt Paul O’Brien mit deutschen Bandmitgliedern auf. Die Songs der Band sind eine Mischung aus traditionell irischer Musik, Pop, Jazz sowie kanadischer Klänge.
Bandmitglieder sind:
- Stephanie Hundertmark – Gesang
- Lars Hansen – Bass
- Heinz Lichius – Schlagzeug

## Diskografie
- Take a Chance (1998)
- Sacred Lines (2005)
- Plastic (2008)
- Walk Back Home (2009)
- Live in Hamburg (2011)
- Long May You Sing (2012)
- Solobrien (2012)
- Solobrien (2015)
- Zufall? (2017)
- Years and Not Just Days (2018)
- Songs in the Key of DE (2019)